# Masahiro Fukazawa
Masahiro Fukazawa (深澤 仁博 Fukazawa Masahiro?, nacido el 12 de julio de 1977 en Shizuoka) es un futbolista japonés.

## Trayectoria

### Clubes
| Club                | País      | Año         |
| ------------------- | --------- | ----------- |
| Yokohama F. Marinos | Japón     | 1996 - 2000 |
| Albirex Niigata     | Japón     | 2000 - 2004 |
| Montreal Impact     | Canadá    | 2005 - 2006 |
| Bangkok United FC   | Tailandia | 2007        |
| Bangkok United FC   | Singapur  | 2008 - 2009 |
| Bangkok United FC   | Tailandia | 2010        |
| Fourway Rangers     | Hong Kong | 2011        |
| Bontang FC          | Indonesia | 2012 - 2013 |
| Nagaworld FC        | Camboya   | 2013 - 2016 |
| Angkor Tiger FC     | Camboya   | 2016 -      |

## Palmarés

### Títulos nacionales
| Título    | Club            | País  | Año  |
| --------- | --------------- | ----- | ---- |
| J2 League | Albirex Niigata | Japón | 2003 |